# Молитва об Оуэне Мини
«Молитва об Оуэне Мини» (англ. A Prayer for Owen Meany) — седьмой роман американского писателя Джона Ирвинга, опубликованный в 1989 году. Был частично экранизирован в 1998 году. Роман был включён в 200 лучших книг по версии BBC в 2003 году.

## Сюжет
Роман представляет собой историю жизни и взросления Оуэна Мини, рассказанную его другом Джоном Уилрайтом. Оуэн и Джон выросли в Грейвсенде. Оуэн родился в семье угрюмого владельца гранитной компании и его психически нестабильной жены. Джон — представитель местной аристократии, незаконнорожденный сын Табиты Уилрайт (поиск настоящего отца Джона продолжается до конца книги). Оуэн всегда был для своего возраста очень мал ростом и весом и имел высокий пронзительный голос. По наблюдениям Джона, Оуэн имел странное влияние на своих родителей.
Во время бейсбольной игры одиннадцатилетний Оуэн случайно попал мячом в мать Джона, и она умерла. Оуэн был уверен, что он является инструментом в руках Бога. Ему снится, что он погибнет во Вьетнаме, также на могильной плите во время постановки Рождественской песни он видит своё имя и дату смерти. После окончания школы Оуэн хочет поступить в армию, чтобы исполнить своё предназначение и отправиться во Вьетнам. Однако все попытки безуспешны — он не подходит по физическим данным, и ему поручают сообщать родным о смерти близких на Вьетнамской войне и присутствовать на похоронах. В то же время, Джон не хотел идти в армию, и Оуэн отрубил ему часть пальца, чтобы его признали непригодным. В предполагаемый день смерти друга, Джон навещает Оуэна по его просьбе на службе в Аризоне. Во время террористической атаки Оуэну удается с помощью Джона спасти группу вьетнамских детей, однако сам он погибает от полученных ран. После смерти друга Джон Уилрайт получает возможность прочесть дневник Оуэна и поговорить с его родителями, что проливает свет на поступки и мотивацию Оуэна. Не без помощи Оуэна и чуда его рождения и жизни Джон обретает веру, узнает, кто является его настоящим отцом. Он затем эмигрирует в Торонто, где доживает свою жизнь холостым преподавателем английской литературы в англиканской академии для девочек.

## Критика и оценки
Обозреватель The New York Times Карин Джемс пишет, что Джон Ирвинг является популистом романа XIX века, он продолжает традиции Диккенса, создавая ярких персонажей из мультфильма и находя в них глубину, преподаёт уроки морали. Она считает, что «Молитва об Оуэне Мини» не имеет повествовательную силу и игривость Мира глазами Гарпа, однако преподносит постоянную идею Ирвинга об удивительности жизни с новой стороны. Ричард Бернштейн пишет, что «Молитва об Оуэне Мини» рассказывает религиозную историю, противопоставляя её Вьетнамской войне и группе странных персонажей в гротескных ситуациях. Основное действие в книге, по его мнению, это религиозное обращение Джона Уилрайта под влиянием его друга. Это подтверждают слова автора книги на интервью: «Я всегда спрашивал себя, каким должно быть чудо, которое обратит меня в веру». Бернштейн пишет, что «Молитва об Оуэне Мини» — это также политический роман, или он, по меньшей мере, полон политических комментариев, благодаря которым воспринимается многими критиками как сатира на политическую жизнь Америки.
Обозреватель The Guardian Стивен Джеймс пишет, что роман очень хорошо спланирован. Он предназначен людям, которые хотят чтобы всё в жизни было объяснено и имело причину. Ирвинг противопоставляет то, во что мы хотим поверить, тому, во что мы должны верить — главный герой книги Оуэн Мини, убив мать лучшего друга, отказывается верить в случайности и уверен, что он стал оружием Бога. Рассказчик, Джон Уилрайт, кажется читателю повреждённой личностью — он не знает, как найти своего отца, его мать умирает, его лучший друг считает себя святым, и он не может уйти от прошлого. Уилрайт зациклен на Вьетнаме больше психологически, чем политически. По мнению Джеймса, Оуэн Мини не выглядит человеком, в которого стоит верить, он опасен и манипулирует людьми. На его взгляд, книга могла иметь предупреждение американской вере в супергероев, которая слишком наивна для реального положения вещей, однако она скорее поощряет веру в веру, а скептически настроенные персонажи не выглядят правыми.
Альфред Казин в своём обзоре обращает внимание на значительный политический подтекст в книге. Для Джона Уилрайта большими разочарованиями становятся поведение Кеннеди, война во Вьетнаме, телевидение с его зомбирующим действием, обман политиков и их обещаний, неспособность церкви противостоять этим явлениям. И его жизненным героем становится лучший друг, мальчик, считающий себя святым. Казин предполагает, что создавая такие необычные и нежизненные характеры (которые присутствуют во всех книгах автора) Ирвинг пытается предположить, что только такие люди способны что-то изменить в существующем положении вещей